# 日本威士忌

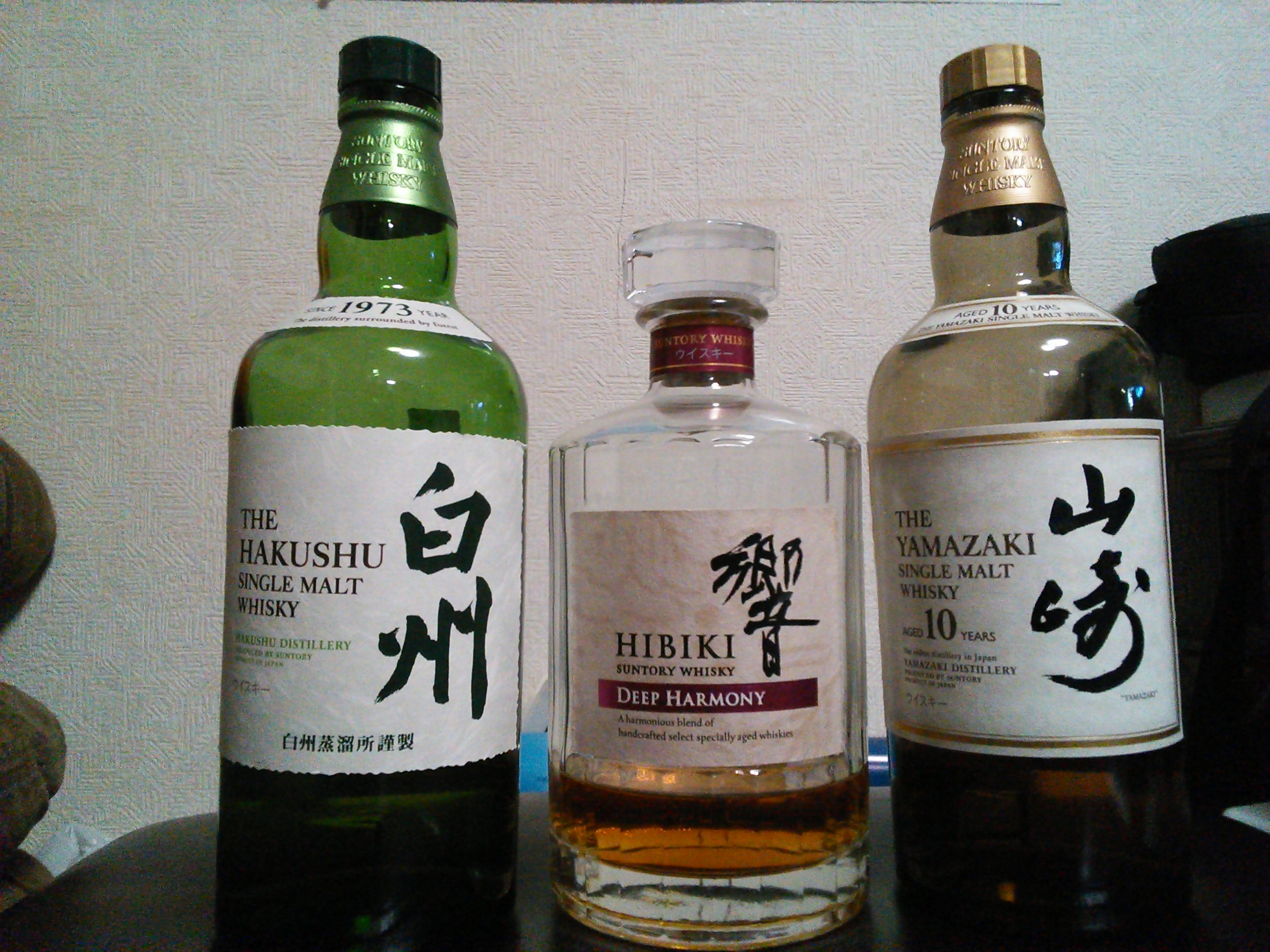
三瓶由三得利生产日本威士忌，从左至右依次为白州、响、山崎

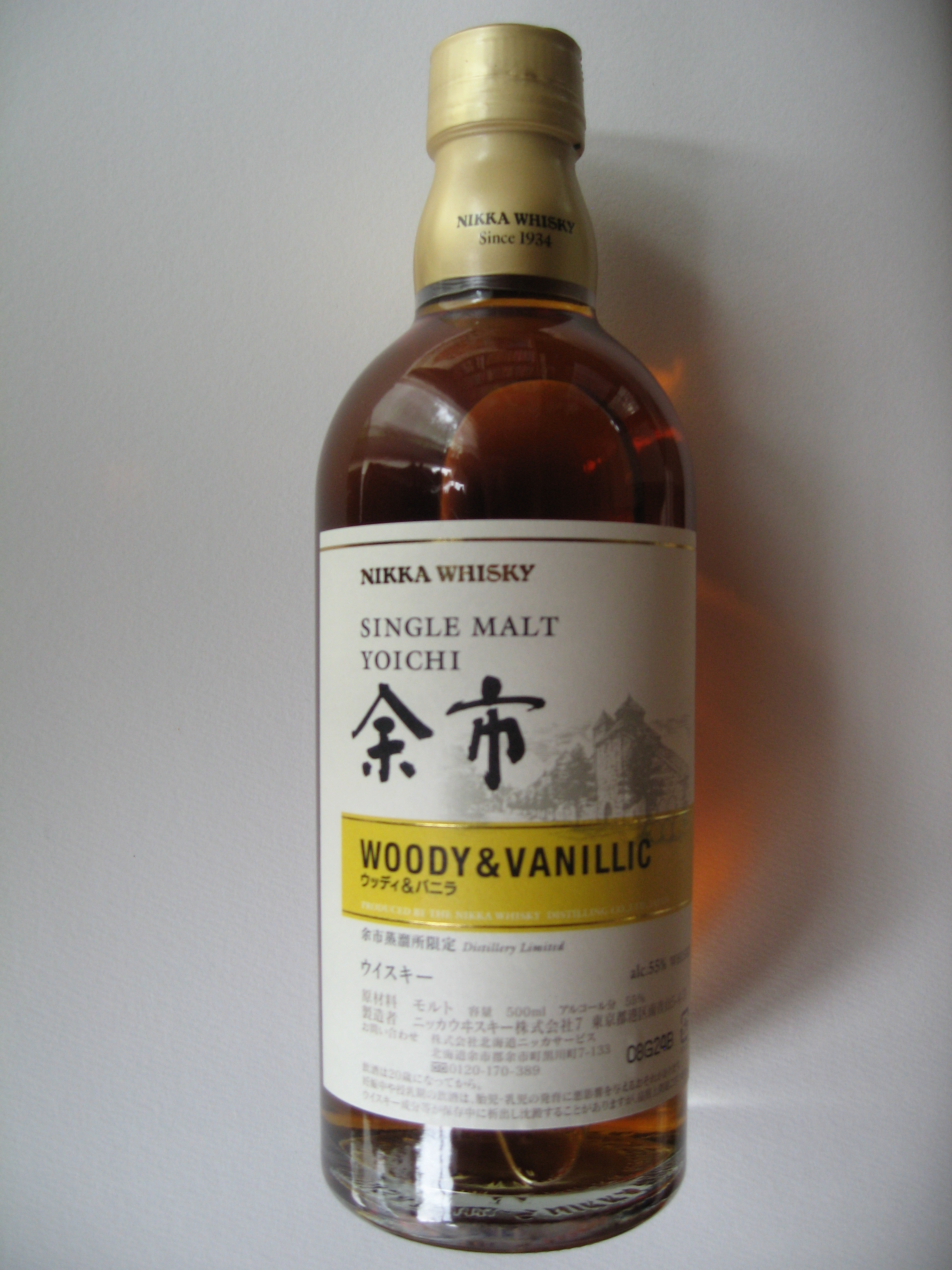
日果（Nikka） 余市蒸溜所限定 纯麦芽威士忌

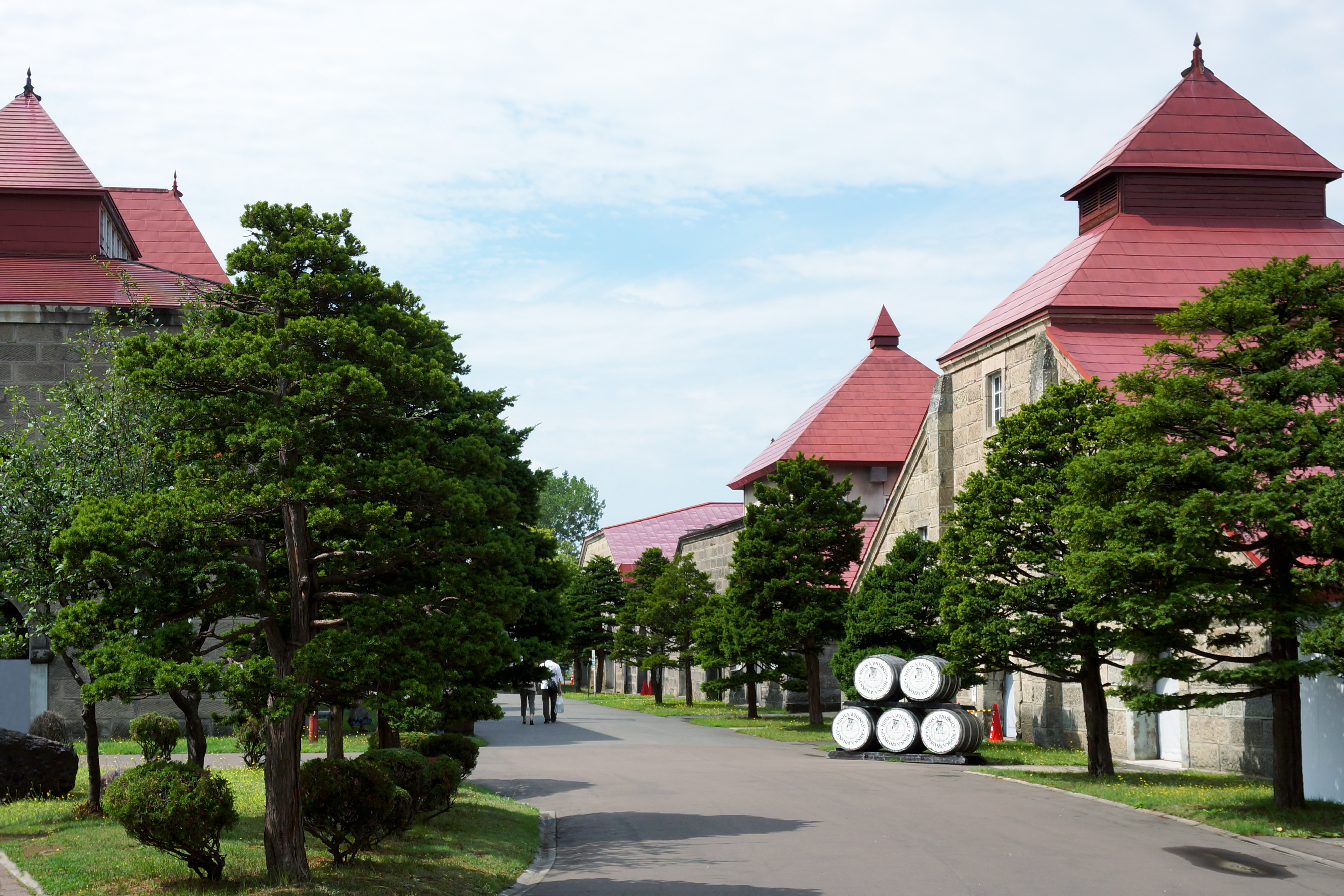
日果威士忌（Nikka Whisky）余市蒸餾所（北海道余市郡余市町）

日本威士忌是一種在日本生產製造的威士忌。日本威士忌師承自蘇格蘭威士忌，口味較蘇格蘭輕柔，貼近東方人口味。

## 定义
2021年2月16日，日本洋酒酒造组合对日本威士忌做出定义，并指出日本威士忌应满足以下条件，该定义自2021年4月1日开始实施。
（1）原材料必须使用麦芽，使用在日本国内采集的水；
（2）在日本国内的蒸馏厂进行蒸馏；
（3）原液装入700升以下的木桶，在日本国内储藏3年以上；
（4）在日本国内装瓶；
（5）僅可用焦糖色素調色。

## 歷史
日本釀造威士忌歷史距今僅約100年。日本人首次接觸威士忌，要上溯到1853年的「黑船來航」，美國海軍東印度艦隊司令員马休·佩里率軍艦抵達日本，日本被迫開國。隨後，威士忌作為「舶來品」，開始成為時髦商品，但日本最早期的「國產威士忌」，只是以食用酒精、色素、香料等調配而成的仿製品。
1923年，「壽屋」（現三得利）創辦人鳥井信治郎洞察到釀造威士忌商機，開始在京都西南方建立日本第一家威士忌釀造廠——山崎蒸餾所，並邀請曾到蘇格蘭學習威士忌釀造技術的竹鶴政孝任廠長。
1924年，山崎蒸餾廠完工，1929年，第一支日本國産威士忌「白札」誕生。但來自傳統蘇格蘭技法釀造的新酒具有濃重的煙薰味，日本消費者對此難以接受，鳥井信治郎由此認為，東方人與西方人存在先天口感喜好上的差異，主張生產配合東方人口味的威士忌，與堅持蘇格蘭風格的竹鶴漸生分歧，兩人終因理念不合分道揚鑣。
1934年，竹鶴選擇在氣候及地理環境與蘇格蘭相近的北海道余市町創立「大日本果汁株式會社」（現Nikka）並建立余市蒸餾所。1939年，第一號產品「日果威士忌」（Nikka Whisky）面市。
1937年，三得利推出「角瓶」威士忌，大受市場歡迎。
1969年，Nikka在宮城縣仙台市西北建立宮城峽蒸餾所。
1973年，三得利在山梨縣白州町建立白州蒸餾所。

## 蒸餾所
現時日本約有十個蒸餾所投入生產
- Nikka（日语：ニッカウヰスキー）（日果威士忌，由朝日啤酒擁有）
  - 余市蒸餾所  (北海道余市町)
  - 宮城峽蒸餾所  (仙台市)
- 三得利
  - 山崎蒸餾所（大阪府三島郡島本町）
  - 白州蒸餾所（山梨県北杜市白州町）
  - 知多蒸餾所  (愛知縣)
- 麒麟
  - 富士御殿場蒸溜所 [3]
- 秩父蒸溜所
- 本坊酒造
  - 信州蒸餾所  (岩井威士忌，駒ケ岳)
  - 津贯蒸餾所
- 江井ヶ嶋酒造 江井ヶ嶋蒸留所  (兵庫縣明石市，明石威士忌)
- 笹之川酒造  (福島縣郡山市，山櫻威士忌)
- 若鶴酒造  三郎丸蒸馏所 (富山縣，若鶴威士忌)
- 中國釀造  樱尾蒸馏所(廣島縣，戶河內威士忌)
- 长浜蒸馏所
- 嘉之助蒸馏所
- 静冈蒸馏所
- 厚岸蒸馏所
- 遊佐蒸馏所